# Patata di Campodolcino
La patata di Campodolcino o tartifui di Starleggia, è una varietà di patata coltivata nella zona di Campodolcino in provincia di Sondrio.
È un tubero farinoso, di taglia medio-piccola, tardivo, coltivato in alta montagna.
È considerata dalla Coldiretti una "bandiera del gusto",  cioè uno di quei prodotti agroalimentari ottenuti seguendo regole tradizionali radicate da almeno 25 anni.

## Caratteristiche
- forma = piccola, rotondeggiante
- buccia = colore rossastro
- polpa = colore giallastro

## Utilizzi
Viene utilizzata per la preparazione degli gnocchi, purea, minestre, o come contorno di arrosti.

## Coltivazione
Patata di produzione tipicamente contadina, si semina nella tarda primavera, con raccolta nella tarda estate, non necessita di trattamenti fitosanitari, anche per le caratteristiche climatiche del luogo.